# Малыш Кид
«Малыш Кид» — американский вестерн режиссёра Винсента Д’Онофрио.

## Сюжет
Фильм рассказывает о парне по имени Рио, на глазах у которого разворачивается война между известным бандитом Дикого Запада Билли Кидом (члена окружного отряда «Регуляторы» — Билли Кида. После поражения в войне в округе Линкольн, регуляторы были объявлены обычными бандитами, а ордера на арест «оборотней в погонах», которых пытались арестовать регуляторы аннулированы) и шерифом Пэтом Гарреттом. Главному герою предстоит пережить предательства и потерю родных. Он понимает, что лишь вместе с Билли Кидом он решит свои проблемы, но им попытается помешать жестокий шериф.

## В ролях
| Актёр             | Роль         |
| ----------------- | ------------ |
| Джейк Шур         | Рио          |
| Крис Пратт        | Грэнт Катлер |
| Итан Хоук         | Пэт Гарретт  |
| Винсент Д’Онофрио | шериф Ромеро |
| Лейла Джордж      | Сара         |
| Дэйн ДеХаан       | Билли        |
| Адам Болдуин      | Бен Олингер  |
| Тейт Флетчер      | Билл Катлер  |
| Кит Джардин       | Пит          |
| Бен Дики          | Джим Ист     |